# 838 Seraphina
838 Seraphina è un asteroide della fascia principale del diametro medio di circa 59,81 km. Scoperto nel 1916, presenta un'orbita caratterizzata da un semiasse maggiore pari a 2,8964687 UA e da un'eccentricità di 0,1359354, inclinata di 10,41451° rispetto all'eclittica.
L'origine del suo nome è sconosciuta.